# Soakai Vea
Soakai Vea (19 luglio 1998) è un calciatore tongano, attaccante del Lotoha'apai.

## Carriera

### Club
Inizia la carriera nel 2014 con il Lotoha'apai.

### Nazionale
Esordisce con la Nazionale tongana il 19 agosto 2015 nell'amichevole Fiji-Tonga (5-0).